# ویدئو ریسرچ
ویدئو ریسرچ (به ژاپنی: 株式会社ビデオリサーチ)، یک شرکت تحقیقاتی بازاریابی ژاپنی است که سنجش و اندازه‌گیری تعداد مخاطب را برای تلویزیون و رادیو انجام می‌دهد. از زمان تأسیس خود در سال ۱۹۶۲، ویدئو ریسرچ شبکه سراسری خود را از دفاتر شعبه ایجاد کرده و دو شرکت تابعه بین‌المللی را تأسیس کرده است. ویدئو ریسرچ آمریکا. در آوریل ۱۹۹۸ و ویدئو ریسرچ بین‌المللی تایلند، در ژانویه ۲۰۰۲ تأسیس شد. دنتسو مالک ۳۴ درصد از شرکت است.